# ناحية سيكردكان
ناحية سيكردكان (بالكردية سێگردكان) هي إحدى النواحي التابعة لقضاء كويسنجق في محافظة أربيل في العراق وتبلغ مساحتها 224.36 كيلومتر مربع (86.63 ميل2) وعدد القرى التابعة لها 11 قرية. وتجدر الإشارة من إن كلمة سيكردكان هي كلمة مركبة في اللغة الكردية مؤلفة من مقطعين هما سي وكردكان وتعنيان التلال الثلاثة.